# Orthobula yaginumai
Orthobula yaginumai är en spindelart som beskrevs av Norman I. Platnick 1977. Orthobula yaginumai ingår i släktet Orthobula och familjen flinkspindlar. Inga underarter finns listade i Catalogue of Life.